# Deutsche Gesellschaft für Palliativmedizin
Die Deutsche Gesellschaft für Palliativmedizin e. V. (DGP) wurde 1994 in Köln gegründet. Die Fachgesellschaft steht für die interdisziplinäre und multiprofessionelle Vernetzung aller in der Palliativversorgung Tätigen: 56 Prozent der mehr als 6.600 DGP-Mitglieder kommen aus der Medizin, 28 Prozent aus der Pflege und insgesamt rund 15 Prozent aus weiteren in der Palliativversorgung tätigen Berufsgruppen.
Anliegen der multiprofessionellen Fachgesellschaft ist es, die Fortentwicklung der Palliativmedizin interdisziplinär und berufsgruppenübergreifend auf allen Ebenen zu fördern. Die DGP ist Mitgliedsgesellschaft der Arbeitsgemeinschaft der Wissenschaftlichen Medizinischen Fachgesellschaften.
Präsidentin ist seit 2021 Claudia Bausewein, Direktorin der Klinik und Poliklinik für Palliativmedizin, LMU Klinikum München.
Im Mai 2022 startete die Deutsche Gesellschaft für Palliativmedizin die Informations- und Aufklärungskampagne das ist palliativ. Die Kampagne wird von zahlreichen Prominenten unterstützt.
Schwerkranke Menschen und ihre An- und Zugehörigen finden Angebote der Palliativ- und Hospizversorgung in ihrem Umkreis schnell und unkompliziert im Wegweiser Hospiz- und Palliativversorgung Deutschland. Das Online-Portal mit bis zu 3000 Adressen steht in zehn Sprachen zur Verfügung.
In Zusammenarbeit mit dem Deutschen Hospiz- und PalliativVerband und der Bundesärztekammer entstand die Charta zur Betreuung schwerstkranker und sterbender Menschen in Deutschland, die am 17. August 2010 von über 50 Institutionen konsentiert und inzwischen von insgesamt mehr als 32.000 Einzelpersonen und über 3.000 Institutionen unterzeichnet wurde. Die fünf Leitsätze der Charta formulieren Aufgaben, Ziele und Handlungsbedarfe, um die Betreuung schwerstkranker und sterbender Menschen in Deutschland zu verbessern. Im Mittelpunkt steht dabei immer der betroffene Mensch mit seinen An- und Zugehörigen.
Innerhalb der Deutschen Gesellschaft für Palliativmedizin sind die Mitglieder in mehr als 40 Arbeitsgruppen, Sektionen und Landesvertretungen aktiv.

## Anerkennungs- und Förderpreis für Wissenschaft in der Palliativversorgung
Zur Förderung der klinischen Wissenschaft verleiht die wissenschaftliche Fachgesellschaft seit 1999 alljährlich auf ihren Jahrestagungen den „Förderpreis für Palliativmedizin“. Stifter des Preises war bis 2018 eine Pharmafirma, seit 2019 wird der "Anerkennungs- und Förderpreis für Wissenschaft in der Palliativversorgung" ohne diese Förderung an Personen und Institutionen vergeben, die sich durch ihre Tätigkeit um die Weiterentwicklung der Palliativmedizin verdient gemacht haben.

## Anerkennungs- und Förderpreis für Praxisinitiativen und -projekte in der Palliativversorgung
Zur Anerkennung des besonderen Engagements bzw. zur Förderung von Initiativen und Projekten im Rahmen der ambulanten Palliativversorgung verleiht die Deutsche Gesellschaft für Palliativmedizin (DGP) seit 2008 den „Anerkennungs- und Förderpreis für ambulante Palliativversorgung“. Stifter des Preises ist eine Pharmafirma. In den Jahren 2008 bis 2023 standen vor allem Projekte des ambulanten Versorgungsbereiches im Mittelpunkt des Preises. Seit 2024 werden innovative und praxisrelevante Initiativen und Projekte aller Versorgungsbereiche mit dem „Anerkennungs- und Förderpreis für Praxisinitiativen und -projekte in der Palliativversorgung“ ausgezeichnet.

## Anerkennungs- und Förderpreis für Ethik in der Palliativversorgung
Die Deutsche Gesellschaft für Palliativmedizin (DGP) hat im Jahr 2022 erstmals den „Anerkennungs- und Förderpreis für Ethik in der Palliativversorgung“ verliehen. Der jährlich vorgesehene Preis dient der Anerkennung der Umsetzung von Ideen sowie des besonderen Engagements bzw. der Förderung von Initiativen und Projekten im Rahmen von hospizlich oder palliativ relevanten ethischen Praxisfragestellungen. Der Preis wird von einer privaten Initiative gestiftet.

## Anerkennungs- und Förderpreis für Hospizkultur und Palliativkompetenz in Einrichtungen der stationären Altenpflege
Die Deutsche Gesellschaft für Palliativmedizin (DGP) hat im Jahr 2022 erstmals einen Preis verliehen an Einrichtungen, denen es auf beispielhafte Weise gelingt, ihren pflegebedürftigen und demenziell erkrankten Bewohnerinnen und Bewohnern bis zu ihrem Lebensende höchstmögliche Lebensqualität, Linderung ihrer Krankheitssymptome, soziale Teilhabe und Gespräche wie auch weitere Angebote zur Abrundung ihres Lebens zu ermöglichen. Der Preis wird von einer privaten Initiative gestiftet.

## Fachzeitschrift
Die Zeitschrift für Palliativmedizin ist das Organ der Deutschen Gesellschaft für Palliativmedizin in Zusammenarbeit mit der Österreichischen Palliativgesellschaft. Sie erscheint alle zwei Monate im Georg Thieme Verlag.